# Cyrtopodium andersonii
Cyrtopodium andersonii (Lamb. ex Andrews) R.Br. 1813 es una especie litófita perteneciente a la familia de las orquidáceas. Es originaria de América.

## Descripción
Es una orquídea de tamaño  grande, que prefiere el clima caliente a frío, es mayormente  de hábito terrestre o litófita,  con pseudobulbos envueltos en vainas. Florece sobre una inflorescencia basal, alargada de 200 cm de largo, con muchas flores de 4 cm de longitud,  fragantes. La floración se produce en el invierno y la primavera.

## Distribución y hábitat
Se encuentra en Florida, Cuba, Trinidad y Tobago,  Guayana Francesa, Surinam, Guyana, Venezuela, Brasil y Chiapas, México

## Nombre común
- Castellano: Cyrtopodium de Anderson (Coleccionista de orquídeas sueco en Brasil en los tempranos años 1800)
- Inglés: Anderson's Cyrtopodium [Swedish Orchid Collector In Brazil early 1800's]

## Sinonimia
- Cymbidium andersonii Lamb. ex Andrews 1811
- Cyrtopodium andersonii var. flavescens (Cogn.) Cogn. 1901
- Cyrtopodium flavescens Cogn. 1895
- Cyrtopodium roraimense L.C.Menezes 1999 [1]